# داون كانغ
داون كانغ هو مهندس ومخترع كوري-أمريكي عاش في الفترة بين سنتي 1931 و 1992، والذي تخصص في إلكترونيات الجوامد.
قام كانغ إلى جانب محمد محمد عطا الله سنة 1959 بتطوير تقنية الأكسدة الحرارية وباختراع موسفت في مختبرات بل، مما أدى إلى حدوث ثورة في مجال صناعة أشباه الموصلات.